# Chlef (tỉnh)
Chlef (tiếng Ả Rập: ولاية الشلف ) là một wilaya ở Algérie. Tỉnh lỵ là Chlef. Đô thị quan trọng khác là Ténès nằm bên bờ Địa Trung Hải.

## Các đơn vị hành chính
Tỉnh này gồm 13 huyện và 35 đô thị. Các huyện bao gồm:
- Boukadir
- Ténès
- Ouled Farès
- Oued Fodda
- Béni Haoua
- Aïn Merane
- El Karimia
- Ouled Ben Abdelkader
- Abou El Hassan
- Zeboudja
- El Marsa
- Taougrit
- Chlef